# Bajka za bajką
Bajka za bajką (ang. Classic Animations) – pasmo, w którym przedstawiane są różne kreskówki oraz seriale animowane. Prezentowane bajki należą do grupy leciwych animacji, które zostały zrealizowane tradycyjną techniką.
Serial liczy 26 odcinków, a każdy odcinek zawiera 4 stare kreskówki, które powstały w latach 30. i 40. XX wieku.

## Wersja polska
W Polsce serial był emitowany na kanale Tele 5 w wersji lektorskiej. Ostatni 26. odcinek wyemitowano 21 grudnia 2009.